# Jojo Moyesová
Jojo Moyesová, rodným jménem Pauline Sara Jo Moyes Arthur (* 4. srpna 1969 Londýn), je britská spisovatelka a novinářka. Je jedním z mála autorů, kteří dvakrát získali cenu pro nejlepší romantický román roku. Její knihy byly přeloženy do jedenácti světových jazyků. Mezi její nejznámější díla patří Poslední dopis od tvé lásky a Než jsem tě poznala.

## Životopis a kariéra
Narodila se v roce 1969 v Londýně. Studovala na Royal Holloway a Bedford New College.
V roce 1992 získala stipendium financované novinami The Independent na postgraduální studium žurnalistiky na City University v Londýně. Následně pracovala pro The Independent příštích deset let (s výjimkou jednoho roku, když pracovala v Hongkongu pro Sunday Morning Post). V roce 2002 se stala dopisovatelkou pro noviny Arts and Media Correspondent.
V roce 2002 se stala spisovatelkou na plný úvazek, když vyšla její první kniha Sheltering Rain, nicméně stále ještě publikovala články pro The Daily Telegraph.
Je jednou z mála autorů i autorek, kteří získali dvakrát cenu pro nejlepší romantickou knihu roku. Poprvé cenu vyhrála v roce 2004 za Foreign Fruit a poté v roce 2011 za Poslední dopis od tvé lásky (The Last Letter From Your Lover).
Žije na farmě v Saffron Walden v Essexu se svým manželem, novinářem Charlesem Arthurem, a jejich třemi dětmi. Zastupuje ji literární agentka Sheila Crowley z agentury Curtis Brown.